# 太塘牌坊
太塘牌坊即紫宸近侍坊，是一座明代石牌坊，位于中国安徽省黄山市休宁县榆村乡太塘村村口，横跨大路。紫宸近侍坊建于明朝万历年间，四柱三间门楼式，高10米，宽8米，上书“恩荣”、“紫哀近待”、“鸿胪寺序班程元化”字样。柱边有四只石狮，精雕细刻。程元化是明代鸿胪寺序班（九品）、直隶宛平县丞（八品）。2019年3月28日，太塘牌坊列为第八批安徽省文物保护单位。